# 1 Korpus Piechoty (1944)
1 Korpus Piechoty – planowany do sformowania wyższy związek taktyczny ludowego Wojska Polskiego.
W okresie formowania 1 Armii Polskiej w ZSRR istniał projekt, by wzorem sowieckich korpusów strzeleckich utworzyć w Wojsku Polskim korpusy piechoty.
Latem 1944 przystąpiono do formowania dwóch korpusów piechoty.
Sztab 1 Korpusu formowano na podstawie rozkazu dowódcy 1 Armii Polskiej w ZSRR nr 00130 z 5 lipca 1944.
Wobec zaniechania tworzenia ogniwa korpuśnego, jesienią 1944 sztab rozwiązano .